# البلدة والمدينة
البلدة والمدينة هي رواية لجاك كيرواك، نشرتها هاركورت بريس في عام 1950. اعتُبرت هذه الرواية أول عمل رئيسي نشره كيرواك، الذي اشتهر فيما بعد بسبب روايته الثانية على الطريق (1957). تُعتبر رواية البلدة والمدينة -مثل كل الأعمال الرئيسية لجاك كيرواك- رواية مبنية على سيرته الذاتية، على الرغم من أنها أقل ارتباطًا بحياته من معظم أعماله الأخرى. كُتبت البلدة والمدينة بطريقة تقليدية على مدى سنوات، اعتُبر أسلوب كتابة كيرواك في هذا العمل أقرب إلى الأسلوب الروائي بكثير من أسلوب «النثر التلقائي» (أو ما يُعرف بسيل الوعي)، المكتوب على مضض، والذي تبناه كيرواك لاحقًا. كُتبت البلدة والمدينة قبل أن يطور كيرواك أسلوبه الخاص، ولذلك يظهر تأثره بشدة بتوماس وولف (حتى في العنوان، ويذكرنا بعناوين وولف مثل الشبكة والصخرة).
تركز الرواية على موقعين (كما هو مقترح في العنوان): أحدهما، في وقت مبكر من دائرة جيل بيت في نيويورك في أواخر أربعينيات القرن الماضي؛ والآخر، مدينة غالواي الصغيرة الريفية، في ماساتشوستس التي تنحدر الشخصية الرئيسية منها، قبل الذهاب إلى الكلية في منحة دراسية لكرة القدم. تمثل غالاوي مدينة لوويل، في ماساتشوستس، التي يمر بها نهر ميريماك، والمكان الذي نشأ كيرواك فيه. تمثل تجارب الشاب «بيتر مارتن» الذي يكافح من أجل النجاح في فريق كرة القدم في المدرسة الثانوية إلى حد كبير تجارب جاك كيرواك (ويعود إلى هذا الموضوع مرة أخرى في آخر أعماله غرور دولوز، المنشورة في عام 1968).
تمثل «المدينة» عددًا من الشخصيات في دائرة جيل بيت المبكرة: ألن غينسبيرغ (بشخصية ليون ليفينسكي)، ولوسيان كار (بشخصية كينيث وود)، وويليام بوروز (بشخصية ويل دينيسون)، وهربرت هينكي (بشخصية جونكي)، وديفيد كاميرر (بشخصية والدو مايستر)، وإيدي باركر (بشخصية جودي سميث)، وكذلك جوان فولمر (بشخصية ماري دينيسون) –على الرغم من أن دور شخصيتها غير ناطق (لكن اقتبست شخصية غينسبرغ بعض أفكارها). تموت شخصية والدو مايستر مع إشراف الرواية على الانتهاء من خلال سقوطها من نافذة شقة كينيث وود (بعيدًا عن أصداء الحدث الحقيقي: عندما طعن لوسيان كار-ربما دفاعًا عن النفس- ديفيد كاميرر). في الرواية تقبل الشرطة إلى حد كبير هذا الحدث على أنه انتحار. يمكن العثور على نسخة من الأحداث القريبة من الحقيقة في رواية غرور دولوز، والتي قُبض فيها على كار، وقُبل في النهاية التماس بالقتل عن طريق الخطأ والحكم عليه بالسجن؛ قُبض على كيرواك واحتُجز لفترة وجيزة باعتباره مساعدًا في الجريمة. ما زال من الممكن العثور على نسخة أخرى من القصة في رواية مبكرة بعنوان «ونضجت أفراس النهر في أحواضها»، إذ تعاون فيها كيرواك مع ويليام إس بوروز، ونُشرت بعد وفاة كيرواك.

## روابط خارجية
- البلدة والمدينة على موقع الموسوعة البريطانية (الإنجليزية)